# Мартемьяновская (Верхнетоемский район)
Мартемья́новская — деревня в Верхнетоемском муниципальном округе Архангельской области России.

## География
Деревня находится в юго-восточной части Архангельской области, в подзоне средней тайги, в пределах северной окраины Восточно-Европейской равнины, на правом берегу Северной Двины, при автодороге 11К-091, на расстоянии примерно 2 км (по прямой) к юго-востоку от села Верхняя Тойма, административного центра округа.

### Часовой пояс
Деревня Мартемьяновская, как и вся Архангельская область, находится в часовой зоне МСК (московское время). Смещение применяемого времени относительно UTC составляет +3:00.

## Население
| 2002 | 2010 | 2012 |
| ---- | ---- | ---- |
| 9    | →9   | →9   |

### Национальный состав
Согласно результатам переписи 2002 года, в национальной структуре населения русские составляли 100 %.